# 王晓东 (1951年)
王晓东（1951年—），河北石家庄人。汉族。中共党员。第二炮兵工程学院控制专业毕业。
担任第二炮兵指挥学院教授。
2008年，担任第十一届全国人民代表大会解放军代表。